# 马尔博恩
马尔博恩是德国莱茵兰-普法尔茨州的一个市镇。总面积26.30平方公里，总人口1335人，其中男性666人，女性669人（2011年12月31日），人口密度51人/平方公里。